# Eurovision Song Contest 1962
Der 7. Grand Prix Eurovision de la Chanson Européenne, so die offizielle Bezeichnung in diesem Jahr, fand am 18. März 1962 in der Villa Louvigny in Luxemburg statt. Mireille Delannoy moderierte die Veranstaltung.

## Besonderheiten

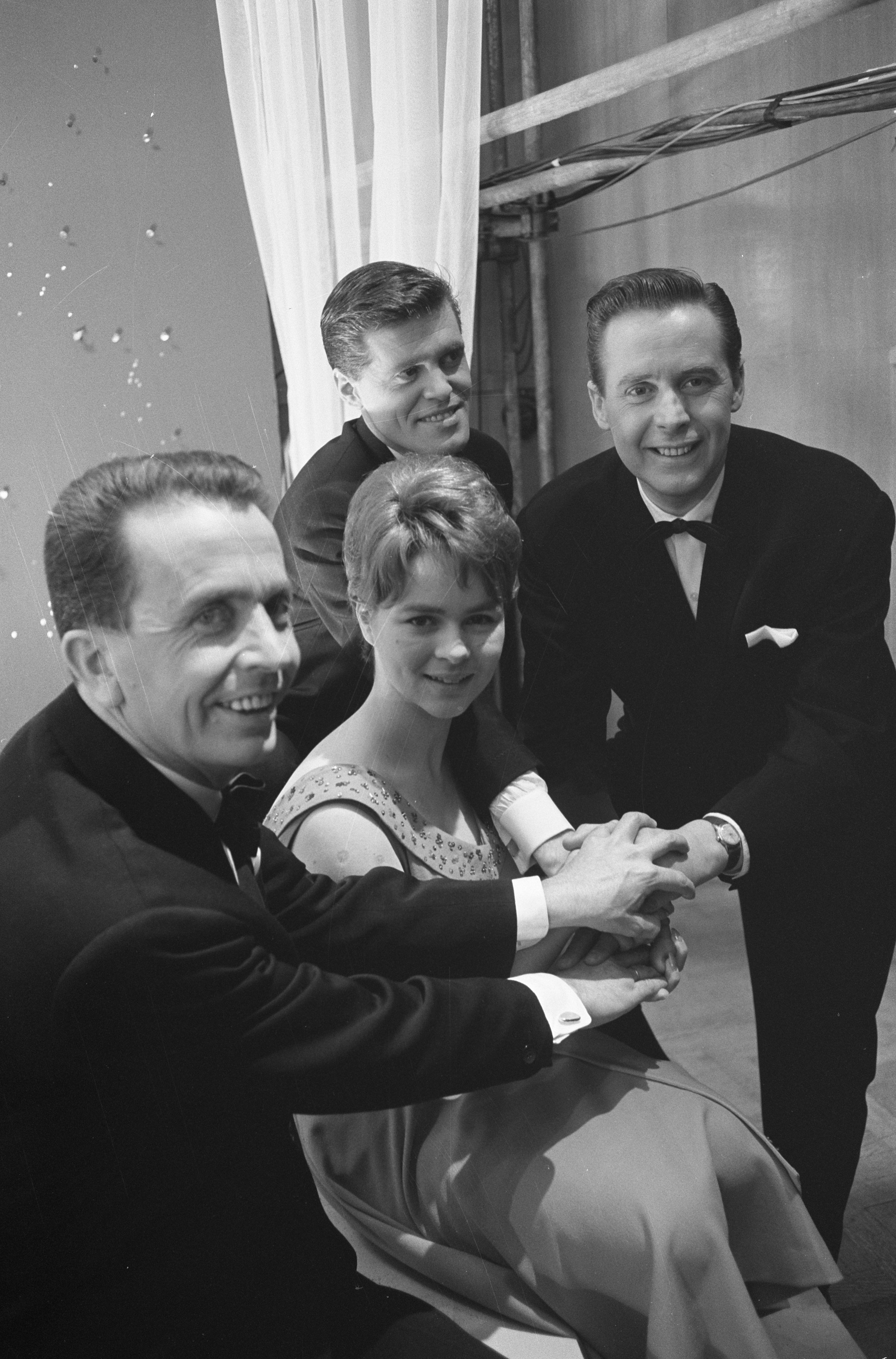
Die Teilnehmer Ronnie Carroll (hinten), De Spelbrekers und Cornelia Froboess

Siegerin wurde Isabelle Aubret, die Frankreich mit dem Lied Un premier amour vertrat. 
Der österreichische Beitrag Nur in der Wiener Luft erreichte neben drei anderen Beiträgen (Belgien, Niederlande und Spanien) den letzten Platz mit null Punkten. Dies war das erste Mal in der Geschichte des Eurovision Song Contest, das ein oder mehrere Beiträge keinen einzigen Punkt erhielten, eine Folge des neuen Abstimmungsverfahrens.
Der Beitrag aus der Schweiz, Le Retour, erreichte Platz 10.
Eine Folge des neuen Abstimmungsverfahren war es, dass vier Lieder zum ersten Mal keine Punkte erhielten. Es waren die Beiträge aus Belgien, den Niederlanden, Österreich und Spanien.
Für Deutschland schickte man den Siegertitel der Deutschen Schlager-Festspiele 1962 in Baden-Baden, Zwei kleine Italiener mit Conny Froboess, ins Rennen. Der deutsche Beitrag erreichte mit neun Punkten, davon jedoch keinen aus Italien, den sechsten Rang. Dennoch wurde der Titel zu einem Millionenhit und ist heute noch ein beliebter Evergreen, der im folgenden Zeitraum international punkten konnte.

## Teilnehmer

Teilnehmende Länder

Beim siebten Eurovision Song Contest nahmen wieder sechzehn Länder teil.

### Wiederkehrende Interpreten
| Land      | Interpret        | Vorherige(s) Teilnahmejahr(e) |
| --------- | ---------------- | ----------------------------- |
| Belgien   | Fud Leclerc      | 1956 • 1958 • 1960            |
| Luxemburg | Camillo Felgen   | 1960                          |
| Monaco    | François Deguelt | 1960                          |
| Schweiz   | Jean Philippe    | 1959 für Frankreich           |

### Dirigenten
Jedes Lied wurde mit Live-Musik begleitet – folgende Dirigenten leiteten das Orchester bei dem/den jeweiligen Land/Ländern:
- Finnland – George de Godzinsky
- Belgien – Henri Segers
- Spanien – Jean Roderès
- Österreich – Bruno Uher
- Dänemark – Kai Mortensen
- Schweden – Egon Kjerrman
- BR Deutschland – Rolf-Hans Müller
- Niederlande – Dolf van der Linden
- Frankreich – Franck Pourcel
- Norwegen – Øivind Bergh
- Schweiz – Cédric Dumont
- Jugoslawien – Jože Privšek
- Vereinigtes Königreich – Angela Morley
- Luxemburg – Jean Roderès
- Italien – Cinico Angelini
- Monaco – Raymond Lefèvre

## Abstimmungsverfahren
Nachdem vor allem der Hessische Rundfunk kritisiert hatte, dass immer die gleichen Länder gewinnen, wurde das Abstimmungsverfahren geändert. Die Jurys ermittelten zunächst intern eine Reihenfolge. Dann wurden nur die Punkte der ersten Drei öffentlich übermittelt – dabei erhielt das beste Lied 3, das zweitbeste Lied 2 und das drittbeste Lied einen Punkt.

## Platzierungen
| Platz | Startnr. | Land                   | Interpret                     | Titel (M = Musik; T = Text)                                                            | Sprache        | Übersetzung                              | Punkte | Bild              |
| ----- | -------- | ---------------------- | ----------------------------- | -------------------------------------------------------------------------------------- | -------------- | ---------------------------------------- | ------ | ----------------- |
| 01.   | 09       | Frankreich             | Isabelle Aubret               | Un premier amour M: Claude-Henri Vic; T: Roland Stephane Valade                        | Französisch    | Eine erste Liebe                         | 26     | Isabelle Aubret   |
| 02.   | 16       | Monaco                 | François Deguelt              | Dis rien M: Henri Salvador; T: René Rouzaud                                            | Französisch    | Sag nichts                               | 13     | François Deguelt  |
| 03.   | 14       | Luxemburg              | Camillo Felgen                | Petit bonhomme M: Jacques Datin; T: Maurice Vidalin                                    | Französisch    | Du kleiner Mann                          | 11     | Camillo Felgen    |
| 04.   | 12       | Jugoslawien            | Lola Novaković Лола Новаковић | Ne pali svetla u sumrak (Не пали светла у сумрак) M: Jože Privšek; T: Dragutin Britvić | Serbisch       | Mach das Licht nicht an in der Dämmerung | 10     | Lola Novaković    |
| 04.   | 13       | Vereinigtes Königreich | Ronnie Carroll                | Ring-a-Ding Girl M: Syd Cordell; T: Stan Butcher                                       | Englisch       | Klingeling-Mädchen                       | 10     | Ronnie Carroll    |
| 06.   | 07       | BR Deutschland         | Cornelia Froboess             | Zwei kleine Italiener M: Christian Bruhn; T: Georg Buschor                             | Deutsch        | –                                        | 09     | Cornelia Froboess |
| 07.   | 01       | Finnland               | Marion Rung                   | Tipi-tii M/T: Kari Tuomisaari, Jaakko Salo                                             | Finnisch       | Tschirp-tschirp                          | 04     | Marion Rung       |
| 07.   | 06       | Schweden               | Inger Berggren                | Sol och vår M/T: Åke Gerhard, Ulf Kjellqvist                                           | Schwedisch     | Sonne und Frühling                       | 04     | Inger Berggren    |
| 09.   | 15       | Italien                | Claudio Villa                 | Addio, addio M: Domenico Modugno; T: Franco Migliacci                                  | Italienisch    | Auf Wiedersehen, auf Wiedersehen         | 03     | Kein Bild         |
| 10.   | 05       | Dänemark               | Ellen Winther                 | Vuggevise M: Kjeld Bonfils; T: Sejr Volmer-Sørensen                                    | Dänisch        | Wiegenlied                               | 02     | Ellen Winther     |
| 10.   | 10       | Norwegen               | Inger Jacobsen                | Kom sol, kom regn M: Kjell Karlsen; T: Ivar Andersen                                   | Norwegisch     | Kommt Sonne, kommt Regen                 | 02     | Inger Jacobsen    |
| 10.   | 11       | Schweiz                | Jean Philippe                 | Le retour M: Géo Voumard; T: Émile Gardaz                                              | Französisch    | Die Rückkehr                             | 02     | Jean Philippe     |
| 13.   | 02       | Belgien                | Fud Leclerc                   | Ton nom M: Eric Channe; T: Tony Golan                                                  | Französisch    | Dein Name                                | 0      | Kein Bild         |
| 13.   | 03       | Spanien                | Víctor Balaguer               | Llámame M: Mario Selles; T: Miguel Portoles                                            | Spanisch       | Ruf mich                                 | 0      | Víctor Balaguer   |
| 13.   | 04       | Österreich             | Eleonore Schwarz              | Nur in der Wiener Luft M/T: Bruno Uher                                                 | Deutsch        | –                                        | 0      | Eleonore Schwarz  |
| 13.   | 08       | Niederlande            | De Spelbrekers                | Katinka M: Joop Stokkermans; T: Henny Hamhuis, Lodewijk Post                           | Niederländisch | –                                        | 0      | De Spelbrekers    |

## Punktevergabe
| Land | Abstimmungsergebnisse | Abstimmungsergebnisse | Abstimmungsergebnisse | Abstimmungsergebnisse | Abstimmungsergebnisse | Abstimmungsergebnisse | Abstimmungsergebnisse | Abstimmungsergebnisse | Abstimmungsergebnisse | Abstimmungsergebnisse | Abstimmungsergebnisse | Abstimmungsergebnisse | Abstimmungsergebnisse | Abstimmungsergebnisse | Abstimmungsergebnisse | Abstimmungsergebnisse | Abstimmungsergebnisse | Abstimmungsergebnisse |
| Land | Punkte                | MC                    | IT                    | LU                    | UK                    | YU                    | CH                    | NO                    | FR                    | NL                    | DE                    | SE                    | DK                    | AT                    | ES                    | BE                    | FI                    | Votings               |
| --- | --------------------- | --------------------- | --------------------- | --------------------- | --------------------- | --------------------- | --------------------- | --------------------- | --------------------- | --------------------- | --------------------- | --------------------- | --------------------- | --------------------- | --------------------- | --------------------- | --------------------- | --------------------- |
| Finnland | 04                    | –                     | –                     | –                     | 3                     | –                     | –                     | 1                     | –                     | –                     | –                     | –                     | –                     | –                     | –                     | –                     |                       | 02                    |
| Belgien | 0                     | –                     | –                     | –                     | –                     | –                     | –                     | –                     | –                     | –                     | –                     | –                     | –                     | –                     | –                     |                       | –                     | 0                     |
| Spanien | 0                     | –                     | –                     | –                     | –                     | –                     | –                     | –                     | –                     | –                     | –                     | –                     | –                     | –                     |                       | –                     | –                     | 0                     |
| Österreich | 0                     | –                     | –                     | –                     | –                     | –                     | –                     | –                     | –                     | –                     | –                     | –                     | –                     |                       | –                     | –                     | –                     | 0                     |
| Dänemark | 02                    | –                     | 1                     | –                     | –                     | –                     | –                     | –                     | –                     | –                     | –                     | 1                     |                       | –                     | –                     | –                     | –                     | 02                    |
| Schweden | 04                    | –                     | –                     | –                     | –                     | –                     | –                     | –                     | –                     | 1                     | –                     |                       | 3                     | –                     | –                     | –                     | –                     | 02                    |
| Deutschland | 09                    | 2                     | –                     | –                     | 2                     | –                     | –                     | –                     | –                     | 2                     |                       | –                     | 1                     | –                     | –                     | –                     | 2                     | 05                    |
| Niederlande | 0                     | –                     | –                     | –                     | –                     | –                     | –                     | –                     | –                     |                       | –                     | –                     | –                     | –                     | –                     | –                     | –                     | 0                     |
| Frankreich | 26                    | 1                     | 2                     | 1                     | 1                     | 3                     | 3                     | 3                     |                       | –                     | 3                     | 3                     | –                     | 2                     | 2                     | 2                     | –                     | 12                    |
| Norwegen | 02                    | –                     | –                     | –                     | –                     | –                     | –                     |                       | 2                     | –                     | –                     | –                     | –                     | –                     | –                     | –                     | –                     | 01                    |
| Schweiz | 02                    | –                     | –                     | –                     | –                     | –                     |                       | –                     | –                     | –                     | 2                     | –                     | –                     | –                     | –                     | –                     | –                     | 01                    |
| Jugoslawien | 10                    | –                     | 3                     | –                     | –                     |                       | –                     | –                     | 3                     | –                     | –                     | 2                     | –                     | –                     | –                     | 1                     | 1                     | 05                    |
| Vereinigtes Königreich                                                                                                 | 10                    | –                     | –                     | –                     |                       | 2                     | 2                     | –                     | –                     | –                     | –                     | –                     | 2                     | –                     | 1                     | –                     | 3                     | 05                    |
| Luxemburg | 11                    | 3                     | –                     |                       | –                     | –                     | 1                     | –                     | –                     | –                     | –                     | –                     | –                     | 1                     | 3                     | 3                     | –                     | 05                    |
| Italien | 03                    | –                     |                       | 2                     | –                     | 1                     | –                     | –                     | –                     | –                     | –                     | –                     | –                     | –                     | –                     | –                     | –                     | 02                    |
| Monaco | 13                    |                       | –                     | 3                     | –                     | –                     | –                     | 2                     | 1                     | 3                     | 1                     | –                     | –                     | 3                     | –                     | –                     | –                     | 06                    |
| Die Tabelle ist senkrecht nach der Auftrittsreihenfolge geordnet, waagerecht nach der chronologischen Punkteverlesung. |                       |                       |                       |                       |                       |                       |                       |                       |                       |                       |                       |                       |                       |                       |                       |                       |                       |                       |

### Vergabe der Höchstwertungen
| Anzahl | Land                   | erhalten von                                             |
| ------ | ---------------------- | -------------------------------------------------------- |
| 5      | Frankreich             | Jugoslawien, Schweiz, Norwegen, BR Deutschland, Schweden |
| 3      | Luxemburg              | Monaco, Spanien, Belgien                                 |
| 3      | Monaco                 | Luxemburg, Niederlande, Österreich                       |
| 2      | Jugoslawien            | Italien, Frankreich                                      |
| 1      | Finnland               | Vereinigtes Königreich                                   |
| 1      | Schweden               | Dänemark                                                 |
| 1      | Vereinigtes Königreich | Finnland                                                 |